# باربرا برينان
باربرا برينان (بالإنجليزية: Barbara Brennan) هي كاتِبة أمريكية، ولدت في 19 فبراير 1939.